# Т-клітинний рецептор

Презентація антигену стимулює перетворення Т-клітини або на «цитотоксичні» CD8^{+} клітини, або на «хелперні» CD4^{+} клітини.

Т-клітинний рецептор (англ. TCR) — це білковий комплекс, що знаходиться на поверхні Т-клітин (Т-лімфоцитів), який відповідає за розпізнавання фрагментів антигену, як пептидів, зв'язаних з молекулами головного комплексу гістосумісності (ГКГС, MHC). Зв'язування між TCR і антигенними пептидами має відносно низьку спорідненість і з біологічної точки зору є дегенеративним (тобто багато TCR розпізнають один і той же антигенний пептид, а багато антигенних пептидів розпізнаються одним і тим же TCR).
TCR складається з двох різних білкових ланцюгів (тобто, це гетеродимер). У людей у 95 % Т-клітин TCR складається з альфа (α) і бета (β) ланцюгів (кодуються генами TRA і TRB відповідно), тоді як у 5 % Т-клітин TCR складається з гамма і дельта (γ/δ) ланцюгів (кодуються генами TRG і TRD відповідно). Це співвідношення змінюється під час онтогенезу та при хворобах (наприклад, лейкемії). Воно також відрізняється між видами. Ортологи 4-х локусів були дослідженні (маповані) для різних видів. Кожен локус може продукувати різноманітні поліпептиди з константними та варіабельними ділянками.
Коли TCR взаємодіє з антигенним пептидом і MHC (пептид/MHC), Т-лімфоцит активується за допомогою сигнальної трансдукції, тобто серії біохімічних подій, опосередкованих асоційованими ферментами, корецепторами, спеціалізованими молекулами-адаптерами та активованими або вивільненими факторами транскрипції. За механізмом ініціації рецептора TCR належить до сімейства некаталітичних тирозинофосфорильованих рецепторів (NTR).

## Історія
У 1982 році нобелівський лауреат Джеймс П. Еллісон вперше відкрив Т-клітинний рецептор. Потім Так Ва Мак та Марк М. Девіс ідентифікували кДНК, що кодують TCR людини та миші відповідно у 1984 році. Це відкриття дозволили розкрити сутність і структуру невловимого TCR, відомого раніше як «Святий Грааль імунології». Це дозволило вченим з усього світу провести дослідження TCR, що призвело до важливих відкриттів у галузі CAR-T, імунотерапії раку та інгібування контрольних точок.

## Структурні характеристики
TCR — це пов'язаний дисульфідом мембранний гетеродимерний білок, який зазвичай складається з дуже варіабельних альфа (α) і бета (β) ланцюгів, що експресуються як частина комплексу з інваріантними молекулами ланцюга CD3. Т-клітини, що експресують цей рецептор, називаються α:β (або αβ) Т-клітинами, хоча меншість Т-клітин експресують альтернативний рецептор, утворений змінними гамма (γ) і дельта (δ) ланцюгами, які називаються γδ Т-клітинами.
Кожен ланцюг складається з двох позаклітинних доменів: варіабельної (V) та константної (C) ділянок, обидва домени суперсімейства імуноглобулінів (IgSF) утворюють антипаралельні β-листки. Константна ділянка знаходиться проксимальніше клітинної мембрани, за нею слідують трансмембранна ділянка і короткий цитоплазматичний хвіст, тоді як варіабельна ділянка зв'язується з комплексом пептид/МНС.
Варіабельний домен як α-ланцюга TCR, так і β-ланцюга має три гіперваріабельні ділянки або ділянки, що визначають комплементарність (CDR). Існує також додаткова ділянка гіперваріабельності β-ланцюга (HV4), яка зазвичай не контактує з антигеном і, отже, не вважається CDR.
Залишки в цих варіабельних доменах розташовані в двох ділянках TCR, на межі α- і β-ланцюгів і в каркасній ділянці β-ланцюга, яка, як вважають, знаходиться поблизу комплексу CD3-сигналу трансдукції. CDR3 є основним CDR, відповідальним за розпізнавання процесованого антигену, хоча також було показано, що CDR1 альфа-ланцюга взаємодіє з N-кінцевою частиною антигенного пептиду, тоді як CDR1 β-ланцюга взаємодіє з C-кінцевою частиною антигенного пептиду.
Вважається, що CDR2 розпізнає MHC. Вважається, що CDR4 β-ланцюга не бере участі в розпізнаванні антигенів, але було показано, що він взаємодіє з суперантигенами.
Незмінний домен TCR складається з коротких сполучених послідовностей, в яких залишок цистеїну утворює дисульфідні зв'язки, які утворюють зв'язок між двома ланцюгами.
TCR є членом суперсімейства імуноглобулінів, великої групи білків, що беруть участь у зв'язуванні, розпізнаванні та адгезії; сімейство названо на честь антитіл (також називаються імуноглобулінами). TCR подібний до напівантитіла, що складається з одного важкого та одного легкого ланцюга, за винятком того, що важкий ланцюг не містить фракції, що кристалізується (Fc). Дві субодиниці TCR скручені разом. У той час як антитіло використовує свою Fc-область для зв'язування з Fc-рецепторами на лейкоцитах, TCR вже прикріплений до клітинної мембрани. Однак він не може сам опосередковувати передачу сигналу через його короткий цитоплазматичний хвіст, тому TCR все ще потребує молекул CD3 і зета для здійснення передачі сигналу замість нього, так само, як антитіла вимагають зв'язування з FcR, щоб ініціювати передачу сигналу. Таким чином, взаємодія MHC-TCR-CD3 для Т-клітин функціонально подібна до взаємодії антиген(Ag)-імуноглобулін(Ig)-FcR для мієлоїдних лейкоцитів і взаємодії Ag-Ig-CD79 для В-клітин.

## Походження різноманітності TCR
Формування різноманітності TCR подібне до антитіл і рецепторів В-клітин (BCR) виникає в основному внаслідок генетичної рекомбінації ДНК-кодованих сегментів в окремих соматичних Т-клітинах шляхом соматичної V(D)J рекомбінації за допомогою рекомбіназ RAG1 і RAG2. Однак, на відміну від імуноглобулінів, гени TCR не зазнають соматичної гіпермутації, а Т-клітини не експресують індуковану активацією цитидиндеаміназу (AID). Процес рекомбінації, що створює різноманітність BCR (антитіл і TCR, є унікальним для лімфоцитів (Т- і В-клітин) на ранніх стадіях їх розвитку в первинних лімфоїдних органах (тимус для Т-клітин, кістковий мозок для В-клітин).
Кожен рекомбінований TCR має унікальну антигенну специфічність, що визначається структурою антигенозв'язуючого сайту, утвореного α і β ланцюгами у випадку αβ Т-клітин або γ і δ ланцюгами у випадку γδ Т-клітин.
- Альфа-ланцюг TCR генерується рекомбінацією VJ, тоді як бета-ланцюг генерується рекомбінацією VDJ (обидва включають випадкове з'єднання генних сегментів для створення повного ланцюга TCR).
- Аналогічно, генерація гамма-ланцюга TCR включає VJ-рекомбінацію, тоді як генерація дельта-ланцюга TCR відбувається шляхом VDJ-рекомбінації.

Перетин цих специфічних ділянок (V і J для альфа- або гамма-ланцюга; V, D і J для бета- або дельта-ланцюга) відповідає ділянці CDR3, яка є важливою для розпізнавання пептидів/MHC (див. вище).
Саме унікальна комбінація сегментів у цій ділянці, а також паліндромні та випадкові додавання нуклеотидів (відповідно названі «P-» та «N-») пояснює ще більшу різноманітність специфічності рецепторів Т-клітин для процесованих антигенних пептидів. .
Пізніше під час розвитку окремі петлі CDR TCR можуть бути повторно відредаговані на периферії поза тимусом шляхом реактивації рекомбіназ за допомогою процесу, який називається ревізією (редагуванням) TCR що змінює його антигенну специфічність.

## Комплекс TCR
У плазматичній мембрані ланцюги α і β зв'язуються з шістьма додатковими адаптерними білками, утворюючи октамерний комплекс. Комплекс містить як α, так і β ланцюги, що утворюють ліганд-зв'язуючий сайт, і сигнальні модулі CD3 δ, CD3γ, CD3ε і CD3ζ в стехіометрії TCR α β — CD3εγ — CD3εδ — CD3ζζ. Заряджені залишки в трансмембранному домені кожної субодиниці утворюють полярні взаємодії, що забезпечує коректну та стабільну збірку комплексу. Цитоплазматичний хвіст TCR надзвичайно короткий, отже, адаптерні білки CD3 містять сигнальні повторювані послідовності (мотиви), необхідні для поширення сигналу від активованого TCR в клітину. Сигнальними мотивами, які беруть участь у передачі сигналів TCR, є залишки тирозину в цитоплазматичному хвості цих адаптерних білків, які можуть бути фосфорильовані у разі зв'язування TCR-pMHC. Залишки тирозину знаходяться в певній амінокислотній послідовності підпису Yxx(L/I)x6-8Yxx(L/I), де Y, L, I вказують на залишки тирозину, лейцину та ізолейцину, x позначає будь-які амінокислоти, індекс 6-8 позначає послідовність довжиною від 6 до 8 амінокислот. Цей мотив дуже поширений в рецепторах-активаторах сімейства некаталітичних тирозинофосфорильованих рецепторів (NTR) і називається мотивом активації на основі імунорецепторів тирозину (ITAM). CD3δ, CD3γ і CD3ε містять по одному ITAM, тоді як CD3ζ містить три ITAM. Всього комплекс TCR містить 10 ITAM. Фосфорильовані ITAM діють як сайт зв'язування для SH2-доменів додатково залучених білків.

## Розпізнавання антигену

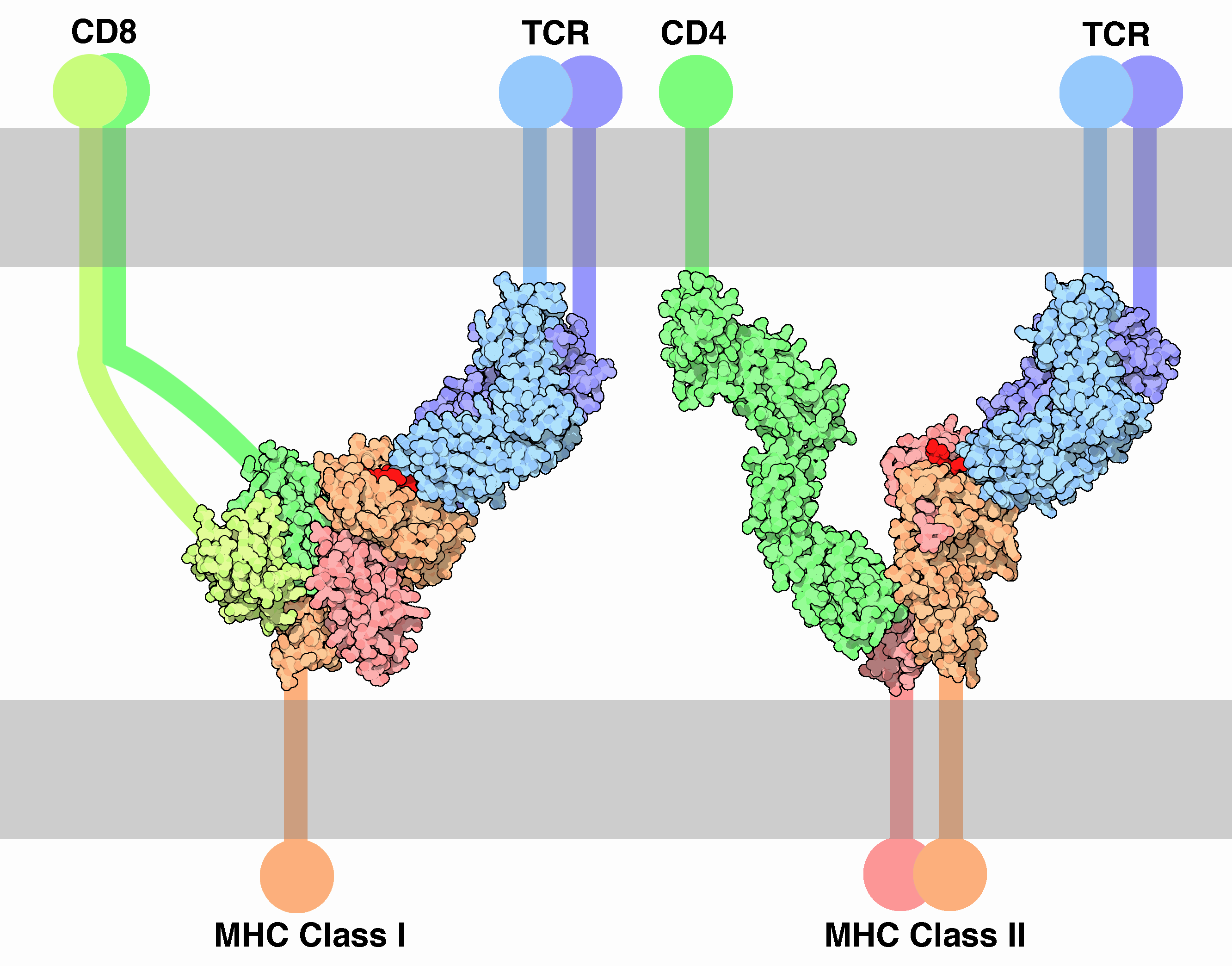
Т-клітинний рецептор у комплексі з MHC I та II

Кожна Т-клітина експресує клональні TCR, які розпізнають специфічний пептид, прикріплений до молекули MHC (pMHC), або на MHC класу II на поверхні антигенопрезенувальних клітин (АПК) або на MHC класу I на будь-якому іншому типі клітин. Унікальною особливістю Т-клітин є їхня здатність розрізняти пептиди, отримані від власних здорових клітин, і пептиди від чужорідних або аномальних (наприклад, інфікованих або пухлинних) клітин організму. Клітини, що представляють антиген, не розрізняють власні та чужорідні пептиди і зазвичай експресують велику кількість власних pMHC на своїй клітинній поверхні та лише кілька копій будь-якого чужорідного pMHC. Наприклад, було показано, що клітини, інфіковані ВІЛ, мають лише 8-46 ВІЛ-специфічних pMHC поруч із 100 000 загальних pMHC на клітину.
Оскільки Т-клітини зазнають позитивної селекції в тимусі, існує деяка спорідненість між власними pMHC та TCR, тим не менш, передача сигналів рецептора Т-клітин не повинна активуватися власним pMHC, щоб власні здорові клітини ігнорувалися Т-клітинами. Однак, коли ці самі клітини містять навіть незначні кількості pMHC, отриманого з патогену, Т-клітини повинні активуватися та ініціювати імунні реакції. Здатність Т-клітин ігнорувати здорові клітини, але реагувати, коли ці самі клітини експресують невелику кількість чужорідних pMHC, відома як антигенна дискримінація.
Для цього Т-клітини мають дуже високий ступінь антигенної специфічності, незважаючи на те, що спорідненість до ліганду пептид/MHC досить низька в порівнянні з іншими типами рецепторів. Спорідненості, що визначається, як константа дисоціації (KD), між TCR і рМНС вимірювалась за допомогою поверхневого плазмонного резонансу (SPR), і була в діапазоні 1-100 мкМ, при швидкості асоціації (ко) 1000-10000 М−1 s−1 і швидкість дисоціації (koff) 0,01 -0,1 s−1. Для порівняння, цитокіни мають спорідненість KD=10-600 пМ до свого рецептора. Було показано, що навіть зміна однієї амінокислоти в презентованому пептиді, яка впливає на спорідненість pMHC до TCR, зменшує відповідь Т-клітин і не може бути компенсована більш високою концентрацією pMHC. Спостерігається негативна кореляція між швидкістю дисоціації комплексу pMHC-TCR і силою Т-клітинної відповіді. Це означає, що pMHC, які зв'язують TCR протягом тривалого часу, ініціюють сильнішу активацію Т-клітини. Крім того, Т-клітини дуже чутливі. Для активації достатньо взаємодії з одним pMHC. Крім того відповідь Т-клітин на антиген відбувається дуже швидко. Т-клітини швидко сканують pMHC на АПК, щоб збільшити шанс знайти специфічний pMHC. В середньому Т-клітина «оглядає» 20 АПК на годину.
Запропоновано різні моделі молекулярних механізмів, які лежать в основі високоспецифічного та високочутливого процесу розрізнення антигену. Окупаційна модель просто припускає, що відповідь TCR пропорційна кількості pMHC, зв'язаних з рецептором. Враховуючи цю модель, менший час життя пептиду можна компенсувати більш високою концентрацією, щоб максимальна реакція Т-клітини залишалася незмінною. Однак цього не спостерігається в експериментах, і модель була відкинута. Найбільш прийнята точка зору полягає в тому, що існує так звана «коректура» (proofreading). Кінетична модель «коректури» передбачає, що клітинний сигнал не створюється безпосередньо під час зв'язування ліганду з рецептором, а часова затримка між фактом утворення такого зв'язку і вихідним сигналом забезпечується серією проміжних етапів. Такими проміжними етапами «коректури» можуть бути кілька раундів фосфорилювання тирозину. Ці етапи вимагають енергії і тому не відбуваються спонтанно, лише коли рецептор тільки зв'язаний зі своїм лігандом. Таким чином, тільки ліганди з високою афінністю, які зв'язуються з TCR протягом достатньо тривалого часу, можуть ініціювати потрібний сигнал. Усі проміжні етапи є оборотними, так що після від'єднання ліганду рецептор повертається до свого початкового нефосфорильованого стану. Ця модель передбачає, що максимальна реакція Т-клітин зменшується для pMHC із меншим часом життя. Експерименти підтвердили цю модель. Базова модель кінетичної коректури створює компроміс між чутливістю та специфічністю. Збільшення кількості етапів «коректури» підвищує специфічність, але знижує чутливість рецептора. Таким чином, тільки цієї моделі недостатньо, щоб пояснити високу чутливість і специфічність TCR, які спостерігалися (Altan Bonnet2005). Було запропоновано кілька моделей, які розширюють кінетичну коректурну модель, але докази щодо них досі є суперечливими.
Чутливість до антигену вища у тих Т-клітин, які вже мали з ним контакт, ніж у наївних (неактивованих) Т-клітин. Наївні Т-клітини проходять процес дозрівання функціональної авідності без зміни афінності (спорідненості). Він заснований на тому факті, що ефекторна Т-клітина і Т-клітина-пам'яті (які вже мала контакт з антигеном) менше залежать від костимулюючих сигналів і від вищої концентрації антигену, ніж наївна Т-клітина.

## Сигнальний шлях
Основною функцією комплексу TCR є ідентифікація специфічно зв'язаного антигена, отриманого від потенційного патогена, і викликання чіткої та критичної реакції. У той же час він повинен ігнорувати будь-який власний антиген і толерувати непатогенні антигени (наприклад, харчові). Механізм передачі сигналу, за допомогою якого Т-клітина викликає цю відповідь при контакті зі своїм унікальним антигеном, називається активацією Т-клітин. Після зв'язування з pMHC TCR ініціює сигнальний каскад, що включає активацію фактора транскрипції та ремоделювання цитоскелета, що призводить до активації Т-клітин. Активні Т-клітини виділяють цитокіни, швидко проліферують, мають цитотоксичну активність і диференціюються на ефекторні клітини та клітини пам'яті. Коли активується TCR, Т-клітини утворюють імунологічний синапс, що дозволяє їм залишатися в контакті з АПК протягом кількох годин. На популяційному рівні активація Т-клітин залежить від сили стимуляції TCR, крива доза-відповідь ліганду на продукцію цитокінів є сигмоїдною. Однак активація Т-клітин на рівні однієї клітини може характеризуватися реакцією, подібною до цифрового перемикача, що означає, що Т-клітина повністю активується, якщо стимул вищий за заданий поріг, інакше Т-клітина залишається в неактивованому стані. Проміжного стану активації немає. Чітка сигмоподібність кривої доза-відповідь на рівні популяції є результатом того, що окремі Т-клітини мають дещо різні пороги.
Для повної активації Т-клітинам потрібні три сигнали. Сигнал 1 подається рецептором Т-клітин при розпізнаванні специфічного антигену на молекулі МНС. Сигнал 2 надходить від костимуляторних рецепторів, таких як CD28, представлених на поверхні інших імунних клітин. Проявляється лише тоді, коли інфекція виявляється вродженою імунною системою, це «сигнал, що вказує на небезпеку». Ця двосигнальна система гарантує, що Т-клітини реагують лише на патогени, а не на власні антигени. Додатковий третій сигнал забезпечується цитокінами, які регулюють диференціацію Т-клітин у різні підгрупи ефекторних Т-клітин. Існує безліч молекул, залучених до складного біохімічного процесу (трансмембранна передача сигналів), за допомогою якого відбувається активація Т-клітин. Нижче детально описано каскад сигналізації.

### Активація рецепторів
Початковий запуск відбувається за механізмом, загальним для всіх членів сімейства рецепторів NTR. Після того, як TCR зв'язує специфічний pMHC, залишки мотивів імунорецепторів, що активуються на основі тирозину (ITAM) у його адаптерних білках CD3 фосфорилюються. Залишки служать місцями стикування для висхідних сигнальних молекул, які можуть поширювати сигнал. Фосфорилювання ITAM опосередковується кіназою Src Lck. Lck прикріплюється до плазматичної мембрани шляхом зв'язування з корецептором CD4 або CD8, залежно від підтипу Т-клітин. CD4 експресується на Т-клітинах-хелперах і регуляторних Т-клітинах і є специфічним для МНС класу II. CD8, з іншого боку, специфічний для MHC класу I, експресується на цитотоксичних Т-клітинах. Зв'язування корецептора з MHC приводить Lck в безпосередню близькість до CD3 ITAM. Було показано, що 40 % Lck активні ще до того, як TCR зв'язує pMHC, і тому мають здатність постійно фосфорилювати TCR. Тонічну передачу сигналів TCR можна уникнути завдяки наявності фосфатази CD45, яка усуває фосфорилювання із залишків тирозину та інгібує ініціацію сигналу. Після зв'язування баланс активності кінази та активності фосфатази порушується, що призводить до надлишку фосфорилювання та ініціювання сигналу. Як таке збудження досягається за допомогою зв'язування TCR, все ще обговорюється. Запропоновано моделі, що передбачають конформаційну зміну TCR, агрегацію TCR та кінетичну сегрегацію. Тирозинкіназа Fyn може брати участь у фосфорилюванні ITAM, але не є важливою для передачі сигналів TCR.

### Проксимальний сигнал TCR
Фосфорильовані ITAM в цитоплазматичних хвостах CD3 залучають протеїн-тирозинкіназу Zap70, яка може зв'язуватися з фосфорильованими залишками тирозину за допомогою домену SH2. Це призводить до того, що Zap70 знаходиться в безпосередній близькості від Lck, що призводить до його фосфорилювання та активації Lck. Lck фосфорилює ряд різних білків сигнального шляху TCR. Після активації Zap70 здатний фосфорилювати численні залишки тирозину трансмембранного білка LAT. LAT — це білок каркаса, пов'язаний з мембраною. Він сам по собі не має ніякої каталітичної активності, але забезпечує сайти зв'язування для сигнальних молекул через фосфорильовані залишки тирозину. LAT зв'язується з іншим білком Slp-76 через адаптерний білок Grap2, який забезпечує додаткові сайти зв'язування. Разом LAT і Slp-76 забезпечують платформу для набору багатьох сигнальних молекул, що знаходяться нижче по ходу. Приблизивши ці сигнальні молекули, вони можуть бути активовані Lck, Zap70 та іншими кіназами. Таким чином, комплекс LAT/Slp76 діє як висококооперативна сигналосома.
Молекули, які зв'язують комплекс LAT/Slp76, включають: фосфоліпазу C γ1 (PLCγ1), SOS через адаптер Grb2 , Itk, Vav, Nck1 і Fyb.

### Передача сигналу до ядра
PLCγ є дуже важливим ферментом сигнального шляху, оскільки він генерує вторинні молекули-мессенджери. Він активується тирозинкіназою Itk, яка залучається до клітинної мембрани шляхом зв'язування з фосфатидилінозитолом (3,4,5)-трифосфатом (PIP3). PIP3 виробляється під дією фосфоінозитид-3-кінази (PI-3K), яка фосфорилює фосфатидилінозитол 4,5-бісфосфат (PIP2) з утворенням PIP3. Невідомо, що PI-3K активується самим рецептором Т-клітин, але є докази того, що CD28, костимуляторний рецептор, що забезпечує другий сигнал, здатний активувати PI-3K. Взаємодія між PLCγ, Itk і PI-3K може бути точкою на шляху, де інтегруються перший і другий сигнал. Тільки якщо присутні обидва сигнали, PLCγ активується. Після того, як PLCγ активується фосфорилюванням, він гідролізує PIP2 на дві вторинні молекули-месенджери, а саме на мембранно-зв'язаний діацилгліцерин (DAG) і розчинний інозитол-1,4,5-трифосфат (IP3).
Ці вторинні молекули-месенджери посилюють сигнал TCR і розподіляють попередню локалізовану активацію по всій клітині та активують білкові каскади, які в кінцевому підсумку призводять до активації факторів транскрипції. Факторами транскрипції, які беруть участь у сигнальному шляху Т-клітин, є NFAT, NF-κB і AP1, гетеродимер білків Fos і Jun. Усі три фактори транскрипції необхідні для активації транскрипції гена інтерлейкіну-2 (IL2).

#### NFAT
Активація NFAT залежить від кальцієвої сигналізації. IP3, вироблений PLC-γ, більше не зв'язується з мембраною і швидко дифундує в клітині. Зв'язування IP3 з рецепторами кальцієвих каналів ендоплазматичного ретикулуму (ER) індукує вивільнення кальцію (Ca2+) в цитозоль. Низька концентрація Ca2+ в ER викликає кластеризацію STIM1 на мембрані ER, що, у свою чергу, призводить до активації каналів CRAC клітинної мембрани, що дозволяє додатковому кальцію надходити в цитозоль із позаклітинного простору. Тому рівень Ca2+ в Т-клітині сильно підвищується. Цей цитозольний кальцій зв'язує кальмодулін, викликаючи конформаційні зміни білка, щоб потім він міг зв'язувати та активувати кальциневрин. Кальциневрин, у свою чергу, дефосфорилює NFAT. У деактивованому стані NFAT не може потрапити в ядро, оскільки його послідовність ядерної локалізації (NLS) не може бути розпізнана ядерними транспортерами через фосфорилювання за допомогою GSK-3. При дефосфорилюванні кальциневрином можлива транслокація NFAT в ядро. Крім того, є докази того, що PI-3K через сигнальні молекули рекрутує протеїнкіназу AKT до клітинної мембрани. AKT здатний деактивувати GSK3 і, таким чином, пригнічувати фосфорилювання NFAT, що може сприяти активації NFAT.

#### NF-κB
Активація NF-κB ініціюється DAG, другим, мембранно-зв'язаним продуктом гідролізу PLCγ PIP2. DAG зв'язує і залучає протеїнкіназу Cθ (PKCθ) до мембрани, де вона може активувати пов'язаний з мембраною білок CARMA1. Потім CARMA1 зазнає конформаційних змін, які дозволяють йому олігомеризувати та зв'язувати адаптерні білки BCL10, домену CARD і MALT1. Цей багатосубодиниковий комплекс зв'язує убіквітин-лігазу TRAF6. Убіквітинування TRAF6 служить каркасом для залучення NEMO, IκB кінази (IKK) і TAK1. TAK 1 фосфорилює IKK, який, у свою чергу, фосфорилює інгібітор NF-κB I-κB, що призводить до убіквітинування та подальшої деградації I-κB. I-κB блокує NLS NF-κB, таким чином запобігаючи його транслокації в ядро. Після деградації I-κB він не може зв'язуватися з NF-κB, і NLS NF-κB стає доступним для ядерної транслокації.

#### AP1
Активація AP1 включає три сигнальні шляхи MAPK. Цей шлях для передачі сигналу використовує каскад фосфорилювання з трьох послідовно діючих протеїнкіназ. Три шляхи MAPK в Т-клітинах включають кінази різної специфічності, що належать до кожної з сімейств MAP3K, MAP2K, MAPK. Початкова активація здійснюється за допомогою GTPase Ras або Rac, які фосфорилюють MAP3K. Каскад із залученням ферментів Raf, MEK1, ERK призводить до фосфорилювання Jun, конформаційна зміна дозволяє Jun зв'язуватися з Fos і, отже, утворювати AP-1. Потім AP-1 діє як фактор транскрипції. Raf активується через другий месенджер DAG, SOS і Ras. DAG набирає серед інших білків білок, що вивільняє гуанілнуклеотиди RAS (RasGRP), фактор обміну гуанін нуклеотидів (GEF), до мембрани. RasGRP активує малу GTPазу Ras шляхом обміну гуанозиндифосфату (GDP), зв'язаного з Ras, на гуанозинтрифосфат (GTP). Ras також може бути активований фактором обміну гуанінових нуклеотидів SOS, який зв'язується з сигналосомою LAT. Потім Ras ініціює каскад MAPK. Другий каскад MAPK з MEKK1, JNKK, JNK індукує експресію білка Jun. Інший каскад, який також включає MEKK1 як MAPK3, але потім активуючи MKK3 /6 і p38 індукує транскрипцію Fos. Активація MEKK1, крім активації Ras, включає Slp-76, що рекрутує GEF Vav до сигналосом LAT, який потім активує GTPase Rac. Rac і Ras активують MEKK1 і тим самим ініціюють каскад MAPK.